# ᜏ
En el sistema de escritura de baybayin, la letra ᜏ es un carácter silábico que se corresponde con el sonido hua. 

## Uso
Si un punto se añade a la parte superior (ᜏᜒ), el sonido se convierte en un sonido hué o hui, por su parte, si un punto se añade a la parte inferior (ᜏᜓ), el sonido se convierte en un sonido ho o hú. El sonido se convierte en una consonante h si un virama se agrega a la parte inferior (ᜏ᜔). 

El silabograma "hui" (wi) aparece en el logo de Wikipedia

## Unicode
Esta letra ha el código de Unicode U+170F, situado en el bloque tagalo.
| Carácter      | ᜏ                 | ᜏ                 |
| ------------- | ----------------- | ----------------- |
| Unicode       | TAGALOG LETTER WA | TAGALOG LETTER WA |
| Codificación  | decimal           | hex               |
| Unicode       | 5903              | U+170F            |
| UTF-8         | 225 156 143       | E1 9C 8F          |
| Ref. numérica | &#5903;           | &#x170F;          |